# 得胜镇 (平昌县)
得胜镇，是中华人民共和国四川省巴中市平昌县下辖的一个乡镇级行政单位。2020年5月，撤销五木镇，将原五木镇和原双鹿乡公平村、玉鹿村所属行政区域划归得胜镇管辖。

## 行政区划
得胜镇下辖以下地区：
得胜社区、宏图村、马灵村、四化村、五星村、独柏村、双泉村、丰收村、天宫村、莲花村、七曲村、红星村、平江村、新场村和三宝村。